# Mullvadssork
Mullvadssork (Prometheomys schaposchnikowi) är en gnagare i underfamiljen sorkar (Arvicolinae) och den enda arten i sitt släkte.

## Beskrivning
Individerna når en kroppslängd (huvud och bål) av 12 till 16 cm och en vikt omkring 70 gram. Svansen är med 4,5 till 6,5 cm längd rätt kort. Mullvadssorken har en brunaktig päls på ovansidan och en grå päls med kanelbruna skuggor på buken. Även svansen är helt täckt med bruna hår. Påfallande är de stora klorna vid framfötterna som kan vara 5 mm långa. Öronen och ögonen är däremot små.
Utbredningsområdet ligger i bergstrakter öster om Svarta havet med från varandra skilda populationer i Abchazien, Georgien och nordöstra Turkiet. Mullvadssorken lever i bergstrakter som ligger 1 500 till 2 800 meter över havet. Den gräver med sina klor underjordiska gångar som förenas till komplexa tunnelsystem. I boet finns en större kammare som fodras med gräs. Födan utgörs främst av gröna växtdelar och rötter. Före vintern samlas förråd som kan väga över 3 kilogram.
Arten håller inte vinterdvala. Ibland lever flera individer i samma bo. Honor kan para sig två gånger mellan maj och augusti med cirka 3 ungar per kull.
Under vissa tider är beståndet stort men på grund av utbredningsområdets ringa storlek listas arten av IUCN som missgynnad (Near Threatened).